# Tetrix ornata
Tetrix ornata är en insektsart som först beskrevs av Thomas Say 1824.  Tetrix ornata ingår i släktet Tetrix och familjen torngräshoppor.

## Underarter
Arten delas in i följande underarter:
- T. o. ornata
- T. o. hancocki
- T. o. occidua
- T. o. insolens